# Sports
Sports ist das 1983 von Chrysalis veröffentlichte dritte Studioalbum der US-amerikanischen Rockband Huey Lewis & the News. Es war das erste Album der Band, das die Spitze der Album-Charts in den USA erreichte und in den Musikcharts der relevanten Märkte Europas (Großbritannien und Deutschland) notiert wurde. Von den fünf ausgekoppelten Singles erreichten vier die Top Ten der amerikanischen Hitlisten, in Deutschland war das Lied I Want a new Drug am erfolgreichsten. Bis heute ist Sports das kommerziell erfolgreichste Album der 1979 gegründeten und immer noch bestehenden Gruppe.

## Entstehung
Das Album wurde von der Band selbst produziert und beinahe unmittelbar nach dem moderaten Erfolg des Vorgängeralbums Picture This aufgenommen. Während der laufenden Aufnahmen zum Album wurde die Plattenfirma der Band, Chrysalis Records, von CBS Records übernommen. Da die Band sich ihrer Zukunft nicht sicher sein konnte, behielt sie die Masterbänder der Aufnahmen zurück. Der Toningenieur Bob Clearmountain bearbeitete während der Tonmischung immer nur einzelne Lieder, damit er nicht in die Verlegenheit kam, das ganze Album abgeben zu müssen, falls das Label sich entscheiden sollte, es in Besitz zu nehmen.
Die Band entschied sich, Konzerte in kleinen Hallen und Clubs zu geben und das neue Material so vorzustellen. Nachdem die Neuordnung bei Chrysalis abgeschlossen war, übergab die Band die Bänder, die Veröffentlichung des Albums erfolgte am 15. September 1983. Es enthielt unter anderem eine Coverversion des Hank-Williams-Liedes Honky Tonk Blues. Das Cover-Foto zeigte die Band im „2am Club“ in Mill Valley (Marin County).
Die Gruppe trat 1984 auch in Deutschland auf und nahm dabei auch verschiedene Fernsehtermine wahr. Am 13. Oktober fand der Auftritt in der Essener Grugahalle im Rahmen der 14. Rockpalast Nacht statt, außerdem trat die Band am 18. Oktober in der Sendung Ohne Filter und am 22. Oktober bei Formel Eins auf. Zwischen dem 17. Oktober und dem 23. Oktober 1984 gab die Band Konzerte in Neu-Isenburg, München, Berlin, Hamburg und Köln. Der Auftritt bei der Rockpalast Nacht wurde 2004 zusammen mit einem weiteren Auftritt der Band, der 1991 stattgefunden hatte, auf DVD veröffentlicht.
Als erste Single des Albums wurde Heart and Soul ausgekoppelt, die Platz 8 der Billboard Hot 100 erreichte. Das dazu gedrehte Musikvideo enthielt Aufnahmen aus San Francisco und einen Auftritt des damaligen Soap-Opera-Stars Sidney Coleman. Das als zweite Single ausgekoppelte Lied I Want a New Drug erreichte Platz 6 der Charts und wurde für 500.000 verkaufte Einheiten mit einer goldenen Single ausgezeichnet. Das Lied stand auch im Mittelpunkt eines Rechtsstreits mit Ray Parker, Jr., dem vorgeworfen wurde, sein Hit Ghostbusters sei ein Plagiat von I Want a New Drug. Als weitere Singles folgten The Heart of Rock & Roll, If This is It und Walking on a Thin Line. Zu allen Singles und zu Bad Is Bad wurden Musikvideos gedreht.
1990 erschien in Großbritannien eine Chrysalis 25th Anniversary Special Edition genannte Ausgabe des Albums. Verpackt in einer sogenannten Longbox enthielt sie neben der CD ein 30-seitiges Booklet über die Geschichte von Chrysalis Records. 1999 erschien eine „Expanded Edition“ genannte remasterte Neuausgabe des Albums, die fünf zusätzliche, bis dahin unveröffentlichte Titel enthielt. Zum 30. Jubiläum des Albums gab Capitol Records die sogenannte 30th Anniversary Deluxe Edition des Albums heraus, die zusätzlich eine zweite CD enthielt, auf der sich Liveversionen aller Lieder des Albums in der originalen Reihenfolge befanden. Die Auswahl und Zusammenstellung der Songs hatte Johnny Colla vorgenommen.

## Rechtsstreit
Ray Parker Jr. wurde 1984 von den Produzenten des Films Ghostbusters mit der Entwicklung des Titelliedes zum Film beauftragt. Im Verlauf des Jahres wurde er von Huey Lewis & the News mit dem Hinweis auf die Gemeinsamkeiten der Lieder Ghostbusters und I Want a New Drug verklagt.

## Titelliste
1. (5:01) – The Heart of Rock & Roll (Johnny Colla, Huey Lewis)
2. (4:10) – Heart and Soul (Mike Chapman, Nicky Chinn)
3. (3:46) – Bad is Bad (Alex Call, John Ciambotti, Sean Hopper, Huey Lewis, John McFee, Michael Schriener)
4. (4:46) – I Want a New Drug (Chris Hayes, H. Lewis)
5. (5:08) – Walking on a Thin Line (Pessis, Wells)
6. (3:42) – Finally Found a Home (Hayes, Lewis, Brown)
7. (3:46) – If This Is It (Colla, Lewis)
8. (3:39) – You Crack Me Up (Mario Cippolina, Lewis)
9. (3:16) – Honky Tonk Blues (Hank Williams)

Die 1999 veröffentlichte „Expanded Edition“ des Albums enthielt fünf bis dahin unveröffentlichte Bonustracks, und zwar:
1. (5:12) – The Heart of Rock & Roll – session take – (Colla, Lewis)
2. (5:39) – Walking on a Thin Line – session take – (Pessis, Wells)
3. (4:25) – If This is It – live in San Francisco, 21. Februar 1985 – (Colla, Lewis)
4. (4:26) – Heart and Soul – live in San Francisco, 21. Februar 1985 – (Chapman, Chinn)
5. (5:25) – I Want a new Drug – live in Los Angeles, 15. Januar 1984 – (Hayes, Lewis)

2013 erschien eine weitere Ausgabe, die auf einer zweiten CD Liveversionen aller Songs von Sports enthielt:
1. (5:38) – The Heart of Rock & Roll (Live in Cleveland, 1988)
2. (3:52) – Heart and Soul (Live in Cleveland, 1988)
3. (3:48) – Bad is Bad (Live in Boston, 1987)
4. (7:56) – I Want a new Drug (Live in Sydney, 1989)
5. (5:39) – Walking on a Thin Line (Live in Chicago, 1983)
6. (3:55) – Finally Found a Home (Live in Cleveland, 1988)
7. (4:35) – If This is It (Live in New Orleans, 1986)
8. (3:54) – You Crack Me Up (Recorded live at The Troutfarm, 2012)
9. (3:42) – Honky Tonk Blues (Recorded live at The Troutfarm, 2012)

## Rezeption
Sports wurde am 13. Februar mit einer Goldenen Schallplatte ausgezeichnet. Die erste Platinauszeichnung erhielt das Album am 29. September 1984, im November 1984 folgte die fünffache Auszeichnung mit Platin. Bis heute wurde Sports siebenfach mit Platin ausgezeichnet, zuletzt am 20. Juli 1987. 1986 erhielt die Band für das Musikvideo zu The Heart of Rock 'n' Roll einen Grammy Award. Das Album gehört zum Kreis der insgesamt nur fünf Alben, die im Jahr 1984 die Spitze der US-Album-Charts erreichten. Die anderen waren Michael Jacksons Thriller, der Soundtrack zu Footloose, Bruce Springsteens Born in the U.S.A., und Purple Rain von Prince.
Die Zeitschrift Musikexpress schrieb, „wenn die Zeitung, die man während des LP-Durchlaufes lese, wichtiger“ werde als die Musik – dann könne „mit der Platte etwas nicht stimmen.“ Oder es stimme alles, sie passe „sich infolge mangelnder Reibung dem Hintergrund an.“ Die Musiker lieferten „Maßarbeit,“ die Songs passten meist ebenfalls. Es bliebe aber alles bieder. Die Band kehre „die Liebe zum Blues in diversen Schattierungen heraus,“ mache Tempo, variiere – und dennoch: Der Hocker wackele nicht, man werde auch nicht „vom Selbigen“ gehauen. Hank Williams’ „Honky Tonk Blues“ sei beispielsweise „ganz einfach tot, alle, aus“. Was rundum gefalle, seien „die Gitarren (Arrangement und Ausführung). Hitchancen vielleicht noch für“ „You Cracked Me Up“, das Mario Cipollina mit Huey gebastelt habe.
Stephen Thomas Erlewine schrieb für Allmusic, das Album sei deshalb besser als seine Vorgänger, weil es über eine „klare, saubere Produktion“ verfüge, aber der „wahre Schlüssel“ seien die darauf enthaltenen Lieder. Während die vorherigen Alben „mit Füllmaterial zerklüftet gewesen“ seien, sei „beinahe jeder Song auf Sports in der Lage, den Zuhörer zu packen.“ Das handwerkliche Können der Gruppe sei unbestreitbar. Es gäbe einen Grund, weshalb „gut über die Hälfte der Lieder des Albums große amerikanische Hitsingles geworden“ seien – sie würden sofort „zu Ohrwürmern, die mit der ökonomischen Präzision einer gut funktionierenden Bar-Band nach Hause gefahren würden, die den Liedern gerade genug Politur gegönnt habe, um zu klingen, als stammten sie von Superstars.“ Und genau das sei es, wozu Sports die Band gemacht habe.

## Sonstige Veröffentlichungen
- CD Chrysalis 25th Anniversary Special Edition (1990)
- CD Sports Expanded Edition (1999)
- DVD Huey Lewis at Rockpalast (2004)
- CD Sports 30th Anniversary Deluxe (2013)

## Kommerzieller Erfolg

### Chartplatzierungen
| ChartsChartplatzierungen       | Höchstplatzierung | Wochen |
| ------------------------------ | ----------------- | ------ |
| Deutschland (GfK)              | 29 (12 Wo.)       | 12     |
| Vereinigte Staaten (Billboard) | 1 (160 Wo.)       | 160    |
| Vereinigtes Königreich (OCC)   | 23 (24 Wo.)       | 24     |

### Auszeichnungen für Musikverkäufe
| Land/Region                  | Auszeichnungen für Musikverkäufe (Land/Region, Auszeichnung, Verkäufe) | Verkäufe  |
| ---------------------------- | ---------------------------------------------------------------------- | --------- |
| Japan (RIAJ)                 | Gold                                                                   | 100.000   |
| Kanada (MC)                  | Diamant                                                                | 1.000.000 |
| Neuseeland (RMNZ)            | Platin                                                                 | 20.000    |
| Vereinigte Staaten (RIAA)    | 7× Platin                                                              | 7.000.000 |
| Vereinigtes Königreich (BPI) | Gold                                                                   | 100.000   |
| Insgesamt                    | 2× Gold · 8× Platin · 1× Diamant ·                                     | 8.220.000 |